# Семенково (Тотемський район)
Семе́нково (рос. Семёнково) — присілок у складі Тотемського району Вологодської області, Росія. Входить до складу Погоріловського сільського поселення.

## Населення
Населення — 6 осіб (2010; 11 у 2002).
Національний склад (станом на 2002 рік):
- росіяни — 100 %